# Луньшинское сельское поселение
Луньшинское сельское поселение — упразднённое с весны 2010 года муниципальное образование в Старорусском муниципальном районе Новгородской области.
Административный центром была деревня Луньшино. Территория расположена по нижнему течению реки Перехода (и её притока реки Берёзовка).
Границы и статус муниципального образования — сельское поселение были установлены областным законом № 559-ОЗ от 11 ноября 2005 года.
С весны 2010 года объединено наряду с упразднёнными Большевороновским, Борисовским, Бурегским и Наговским сельскими поселениями во вновь образованное Наговское сельское поселение с административным центром в деревне Нагово.

## История
В средневековье нынешняя территория сельского поселения находилась в составе Бурежского погоста Шелонской пятины Новгородской земли. Позже, в Новгородской губернии территория относилась к Старорусскому уезду. В 1926 году были образованы Перетёрковский сельсовет с центром с центром в деревне Луньшино и Виленский сельсовет — с центром в деревне Виленка, с 1 августа 1927 года был образован Старорусский район в составе Новгородского округа Ленинградской области. С 5 июля 1944 года сельсоветы в составе вновь образованной Новгородской области. С 1973 года после объединения Виленского и Перетёрковского сельсоветов, Луньшино — центр Виленского сельсовета

## Населённые пункты
На территории сельского поселения было расположено 18 населённых пунктов (деревень): Берёзно, Бычково, Виленка, Высокое, Гостеж, Дубровка, Еваново, Елицы, Загорье, Заклинье, Леохново, Луньшино, Новое Солобско, Овинцево, Подтеремье, Поречье, Савкино и Хутонька.

## Демография
| Год  | Численность постоянного населения | мужчин | женщин | детей до 7 лет | детей от 7 до 18 лет |
| ---- | --------------------------------- | ------ | ------ | -------------- | -------------------- |
| 2003 | 520                               | 204    | 222    | 27             | 57                   |
| 2004 | 518                               | 203    | 224    | 23             | 55                   |
| 2005 | 500                               | 197    | 214    | 22             | 49                   |

## Транспорт
По территории проходит автодорога Р51 (Шимск — Старая Русса).